# Зарринкуб, ‘Абд ал-Хусайн
‘Абд ал-Хусайн Зарринкуб (перс. عبدالحسین زرین‌کوب خوانساری‎; 19 марта 1923, Боруджерд — 15 сентября 1999, Тегеран) — выдающийся представитель иранской науки, автор многочисленных работ по истории ислама, истории религий, истории богословия и схоластики, истории суфизма и истории наук, профессор Тегеранского университета, заведующий кафедрой иранской филологии Тегеранского университета.

## Биография
Родился 19 марта 1923 года в городе Боруджерд в семье выходцев из города Хонсар. Окончив начальную школу в родном городе, отправился для продолжения образования в Тегеран, где в 1940 году с успехом окончил среднюю школу, заняв второе место среди выпускников средних школ на всеиранском конкурсе по специальности «литературоведение». Год спустя Зарринкуб занял первое место на вступительных экзаменах юридического факультета Тегеранского университета. Однако, будучи уже зачисленным туда, из-за неспокойной обстановкой в Тегеране в связи с британско-советской оккупацией Ирана он был вынужден вернуться в родной Луристан. Али Акбар Деххода, бывший в то время деканом юридического факультета, выразил огромное сожаление по поводу ухода такого способного абитуриента. Возвратившись в Боруджерд, Зарринкуб стал преподавать историю, географию, персидскую литературу, иностранные языки, математику, физику, философию и богословие в средней школе. Там же в 1944 году он издал свою первую книгу под названием «Философия и поэзия, или история эволюции поэзии и поэтического искусства в Иране».
В 1945 году Зарринкуб поступил на факультет литературоведения Тегеранского университета по специальности «персидская литература». Три года спустя он с отличием окончил факультет, а годом позже поступил в университетскую аспирантуру. Под руководством Бади‘ ал-Замана Фурузанфара в 1956 году Зарринкуб успешно защитил диссертацию по теме «Критика поэзии». Фурузанфар пригласил Зарринкуба в качестве ассистента на философско-богословский факультет Тегеранского университета, где он начал читать лекции по истории ислама, истории богословии, истории суфизма и истории наук, получив в 1960 году звание преподавателя-профессора.
Ещё будучи аспирантом Зарринкуб вошёл в группу молодых и талантливых иранских ученых, таких как ‘Аббас Икбал Аштияни, Са‘ид Нафиси, Мухаммад Му‘ин, Парвиз Натиль Ханлари и других, которых голландское издательство «Brill» в 1951 году пригласило для участия в проекте по переводу статей для многотомной «Энциклопедии ислама».
В 1962—1970 годах Зарринкуб работал в качестве приглашенного научного сотрудника в Оксфордском, Сорбоннском, Принстонском и Калифорнийском университетах, а также ряде вузов Индии и Пакистана.
‘Абд ал-Хусайн Зарринкуб скончался 15 сентября 1999 года в Тегеране.

## Научная деятельность
Зарринкуб — ученый мирового уровня с внушительным научным наследием по истории ислама, истории религий, истории богословия и схоластики, истории суфизма, истории наук, литературной критике и сравнительного литературоведения. Его перу принадлежат несколько десятков книг и сотни статей на персидском, французском и английском языках. Наиболее известным его трудом является Два века молчания. На русский язык переведен ряд его работ, в том числе книги «Великие открытия и достижения человечества», «Ценность суфийского наследия» и «Исламская цивилизация».